# 1947 aux échecs
| Années des échecs : 1944 - 1945 - 1946 - 1947 - 1948 - 1949 - 1950    |
| Décennies des échecs : 1910 - 1920 - 1930 - 1940 - 1950 - 1960 - 1970 |

Cet article présente les faits marquants de l'année 1947 aux échecs.

## Championnats nationaux
- Argentine : Héctor Rossetto remporte le championnat[1],[2]. Chez les femmes, pas de championnat.
- Autriche : Leopold Lenner remporte le premier championnatd’après-guerre[3], pas de tournoi féminin[4].
- Belgique : Albéric O’Kelly  remporte le championnat[5]. Chez les femmes, Spoormans s’impose[6].
- Brésil : Marcio Elisio Freitas remporte le championnat[7].
- Canada : Daniel Yanofsky remporte le championnat[8].
- Écosse : William Fairhurst remporte le championnat[9]
- Espagne : Antonio Medina remporte le championnat [10].
- États-Unis : Pas de championnat masculin[Note 1],[11], ni féminin[12].
- Finlande: Jalo Aatos Fred remporte le championnat[13].
- France : Maurice Raizman remporte le championnat [14]. Chez les femmes, pas de championnat[15].
- Pays-Bas : Pas de championnat.
- Pologne : Bogdan Śliwa remporte le championnat[16].
- Royaume-Uni : Harry Golombek remporte le championnat[17].

- Suisse : Hans Johner remporte le championnat [18]. Pas de championnat féminin cette année.
- RSS d'Ukraine : Alekseï Sokolski remporte le championnat[19],[20], dans le cadre de l’U.R.S.S.. Chez les femmes, Lyubov Kohan s’impose[21].
- RFP Yougoslavie : Svetozar Gligoric et Petar Trifunović remportent le championnat[22],[23]. Chez les femmes, Lidija Timofejeva remporte la première édition du championnat féminin.

## Naissances
- Boris Gulko

## Nécrologie
- 14 janvier : Mary Gilchrist
- 15 mars : Benjamin Blumenfeld
- En juillet : Gustav Rogmann (en)
- 11 août : Ehrhardt Post
- 18 août : Stefano Rosselli del Turco
- 17 novembre : Gordon Crown (en)
- 5 octobre : František Treybal (en)
- En décembre : Iosif Rudakovsky (en)